# Leontine Borsato
Leontine Borsato-Ruiters (født 10. december 1967 i Naarden) er en nederlandsk tv-vært og skuespiller.
Borsato spillede ugentligt en rolle i RTL-serien Voetbalvrouwen og var årevis den smukke assistent i den nederlandske udgave af Lykkehjulet.

## Karriere
I 1983 udkom der en tv-serie i syv dele, Briefgeheim efter bogen med samme navn af Jan Terlouw, hvori den dengang 15-årige Ruiters havde fået sin debut. Som 18-årig fik hun igen muligheden for at spille en rolle, da hun blev tilbudt en rolle i Nieuwe Buren, en serie af VARA og instrueret af Nico Knapper. Ruiters spillede to sæsoner i denne populære serie, da hun blev spurgt for en lille rolle i filmen Amsterdamned af Dick Maas. Borsato spiller heri en rolle af en kvinde i bikini, flydende på en båd på en af de amsterdamske kanaler, der bliver myrdet med en kniv. Denne scene er nu en klassiker. Yderligere kunne Ruiters ses i West side Posse og i tre afsnit af tv-serien Flodder.
Midten af 1980'erne arbejdede Ruiters som ekspedient hos Apexx International Fashion BV i Amsterdam, hvor ejeren introducerer hende til Hans van der Togt. Således kom hun til den nederlandske version af Lykkehjulet. Leontine blev i otte år Hans van der Togts assistent der altid præsenterede hende for seerne med teksten: "En wie laat ons weer alle letters zien, onze enige, echte, eigen... Leontine". Efter næsten et tusind udsendelser besluttede Ruiters til at forlade programmet.
Leontine blev i 1998 gift med Marco Borsato. Imidlertid blev hun ansigtet for tv-kanalen Veronica. Hendes udseende forblev dog ikke begrænset til tv-skærmen, men kunne ses på kalendere, plakater, og på busser. Hun fik også mulighed for at være tv-vært for adskillige rejseprogrammer, herunder Camel Trophy fra Mellemamerika og Veronica Goes Down Under. Desuden præsenterede hun vejret i Veronicas Nieuwslijn. For programmerne Time 2 Move og Bodytrend tog Borsato ikke kun præsentationen, men tog også en del af det redaktionelle arbejde til sig. Yderlige mere præsenterede hun Snow Magazine og RTL 4-programmet Style & Beauty med makeup artisten Leco van Zadelhoff.
Som skuespiller fik Borsato flere roller. Så var hun gæst i tv-serien Flodder, Baantjer og Boks, spillede hun en fast rolle i Vrouwenvleugel og Westzijde Posse, og spillede hun rollen Bleke Doortje i musikalen De Jantjes . Leontine lagde desuden stemme til en rolle i den animerede film Robotter, og i begyndelsen af 2007 blev hun også set i programmet Ranking the Stars af Paul de Leeuw.
For det månedlige magasin Kinderen skrev Borsato hver måned en klumme om sine oplevelser som en mor, og udgav også et hæfte med disse og ikke-publicerede klummerne. For sammen månedsbladet interviewede Borsato også kendte nederlændere, der lige var blevet, eller snart ville blive mor. Hun talte blandt andet med Sylvie Meis, Daniëlle Overgaag, Estelle Gullit, Irene Moors og Leontien van Moorsel.
I 2007 spillede hun rollen af den onde Louise Appelboom i filmen Plop en de Pinguïn.
Fra 2007 til 2009 spillede Borsato en rolle i RTL-serien Voetbalvrouwen. Serien er centreret om fire kvinder, hvis mænd alle er ansat som fodboldspillere, hvori Borsato tolker rollen af Liz Duivendrecht, enken af coach Arjan Duivendrecht. Fra den 11. oktober 2009 kunne man se hende i fire uger sammen med Carlo Boszhard i programmet Rad van Fortuin.
Den 28. juli 2010 udkom filmen Hund og kat imellem : kitty galores haevn i biograferne. Borsato havde lagt stemme til Kitty Galore for den nederlandsksprogede version. I den engelske version indtalt af Bette Midler.
I maj 2011 blev det offentliggjort, at Borsato havde tegnet en toårig kontrakt med tv-kanalen SBS 6 og ville præsentere programmet Hart in Aktie. Også som skuespiller var hun stadig var aktiv. Så spillede hun en rolle i en serie i fire deler Het Gordijnpaleis som blev sendt både af nederlandske VPRO som den flamske VRT. Borsato spillede også en rolle sammen med sin søn Luca, i en i otte dele produceret tv-serie Koen Kampioen, som er baseret på bogserien Koen Kampioen af forfatteren Fred Diks. Borsato spillede i denne serie rollen som Sanne Fleur Ooievaar, mor til målmand Gijs af FC Top, og Borsatos søn spillede rollen af Jordy, en usportslig fodboldspiller af modstanderholdet, v. v. Vorden. Serien Koen Kampioen blev sendt i foråret 2012 af AVRO.
I 2012 præsenterede Borsato på tv-kanal SBS 6 programmet Een Goede Buurt. I dette program kommer Borsato sammen med lokale beboere, for at hjælpe familier der af forskellige grunde er i en krise. I oktober 2012 startede på SBS 6 den nye tv-show, Alles is Liefde, som hun præsenterede sammen med Johnny de Mol. 
I august 2013 spillede Borsato en rolle i ungdomsserien, Caps Club. Caps club er special, da børnene som medspiller i serien alle har et fysisk handicap. Derudover var hun virksom for BankGiro Loterij, hvori hun overraskede vinderne med en stor pengepræmie.
Den 18. juni 2014 udkom filmen Heksen bestaan niet, hvori hun samen med sin yngste søn Senna havde en rolle. Caps Club kom i november 2014 på fjernsynet med en 2. sæson, sendt af NPO 3.

## Velgørenhed
Borsato fortager årligt en rejse for Cordaid Memisa, og besøger forskellige projekter. Så har hun besøgt Indien, Sierra Leone, Cameroun, Bangladesh, og Burundi. Cordaid Memisa tilbyder bistand i udviklingslandene inden for sundhedspleje gennem overførsel af viden og økonomisk støtte. Borsato er primært involveret i moder-barnprojekter.

## Personligt
Leontine Ruiters blev født i Naarden og voksede også op her. Hendes gymnasiet uddannelse gennemførte hun på Goois Lyceum i Bussum. Leontine giftede sig i 1998 med Marco Borsato, og parret fik sammen tre børn: Luca, Senna og Jada.

## Filmografi
- Amsterdamned (1988) - Pige i båd (som Leontien Ruyters)
- Plop en de Pinguïn (2007) - Louise Appelboom
- Heksen Bestaan Niet (2014) - Concuela

### Tv
- Briefgeheim (1983) - Eva
- Vrouwenvleugel (1993-1994) - Anna ten Hage
- Flodder (1994, 1998) - Gina / bedrager
- BNN: K. R. S. T. M. S. (1995), Angel (tv-film)
- Voetbalvrouwen (2007-2009) - Liz Duivendrecht
- Koen Kampioen (2012) - Sanne-Fleur
- De TV Kantine (2010, 2014) - Edith Artois / Edith Melba Artois
- Caps Club (2013 -) - Emma van Hulle
- Sneeuwwitje en de zeven kleine mensen (2015) - Nelly (tv-film)

## Eksterne link
- Officiel hjemmeside Arkiveret 23. marts 2018 hos  Wayback Machine
- Leontine Borsato på Internet Movie Database (engelsk)
- Leontine Borsato på The Movie Database (engelsk)